# NK Iskra Bugojno
Der NK Iskra Bugojno (Nogometni Klub Iskra Bugojno) ist ein Fußballverein aus Bugojno in Bosnien und Herzegowina.
Der Verein wurde 1946 nach dem Zweiten Weltkrieg gegründet.
In der Saison 2014/15 spielt der Verein in der dritthöchsten Spielklasse des Landes, der Druga Liga FBiH. Die Heimspiele werden im Jaklić-Stadion ausgetragen. Die Vereinsfarben sind Blau-Weiß.

## Erfolge
Die größten Erfolge feierte der Verein in den 80er Jahren. Im Jahr 1984 belegte der NK Iskra den ersten Platz in der zweiten jugoslawischen Fußballliga und schaffte damit den überraschenden Aufstieg in die höchste Spielklasse in Jugoslawien.
Zusätzlich gewann man den Mitropa Cup 1985, wo man sich gegen Mannschaften wie z. B. Atalanta Bergamo durchsetzte.
In der bosnisch-herzegowinischen Premijer Liga war man von Meisterschaftsbeginn 1994/95 bis zum Abstieg 1995/96 vertreten. 1997/98 schaffte man den erneuten Aufstieg und blieb erstklassig bis zur Saison 2001/02, als man als Letztplatzierter wieder abstieg. Nach der Saison 2013/14 stieg der NK Iskra auch aus der Prva Liga FBiH ab und spielt seitdem in der drittklassigen Druga Liga FBiH (Staffel West).

## Spieler
- Vlatko Marković (1954–1955)
- Tomislav Piplica (1981–1989; inklusive Jugend)
- Vlatko Glavaš (1981–1991)
- Dražen Ladić (1984–1986)
- Stjepan Tomas (1990er; Jugend)
- Ermin Zec (200?–2007) Jugend,
- Mehmed Alispahić (2005–2008; Jugend)